# ГЕС DeCew II
ГЕС DeCew II – гідроелектростанція у канадській провінції Онтаріо. Разом з значно потужнішим гідрокомплексом Сера Адама Бека використовує перепад висот між озерами Ері та Онтаріо (Ніагарський уступ).
У 1913-1932 роках західніше від річки Ніагари проклали новий судноплавний канал Велланд, котрий долає Ніагарський уступ за допомогою восьми шлюзів. Починаючи з 1930-го від нього живилась ГЕС DeCew І потужністю 23 МВт, яку на тлі великого попиту на електроенергію під час Другої світової війни вирішили доповнити станцією DeCew  ІІ. Одночасно, враховуючи, що використання ресурсу з Ері регулюється спільними домовленостями із США, організували деривацію у сточище Великих озер води з річки Огокі (басейн Гудзонової затоки), при цьому на своєму шляху до Ері вона також живить каскад на річці Ніпігон (ГЕС Pine Portage та інші).
З каналу Велланд через дві водопропускні споруди ресурс подається до розташованого західніше озера Гібсон – штучної водойми, яка затопила долину струмка Beaverdams Creek. Вона має довжину біля 3,5 км та каналом довжиною 0,6 км з’єднана з розташованим північніше невеликим озером Moodie. Звідси беруть початок підвідні канали станцій DeCew  І та DeCew  ІІ довжиною по 0,5 км, після чого від воодозабірної споруди DeCew  ІІ до машинного залу по схилу уступу спускаються чотири напірні водоводи.
Станцію DeCew  ІІ ввели в експлуатацію у 1943 році з однією турбіною типу Френсіс потужністю 48 МВт, яка використовувала напір у 80,8 метра. Враховуючи обмеженість ресурсів у воєнний час, сюди перемістили резервний агрегат із ГЕС Абітібі-Каньйон (знаходиться на півночі Онтаріо на річці Абітібі). У 1948-му станцію доповнили агрегатом №2 потужністю 55 МВт. Станом на середину 2010-х загальний показник ГЕС рахувався вже як 144 МВт (дві турбіни по 72 МВт).
Відпрацьована вода потрапляє до струмка Твелв-Майл-Крік, котрий за десяток кілометрів північніше впадає до озера Ері. Проведене поглиблення його русла дозволило збільшити наіпр до 84 метрів.
Станція працює під дистанційним управлінням з гідрокомплексу Сера Адама Бека.